# Krasienin
Krasienin – wieś sołecka w Polsce położona w województwie lubelskim, w powiecie lubelskim, w gminie Niemce. 
Wieś szlachecka położona była w drugiej połowie XVI wieku w powiecie lubelskim województwa lubelskiego.
W latach 1952–1954 miejscowość była siedzibą gminy Krasienin. W latach 1954–1972 wieś należała i była siedzibą władz gromady Krasienin. W latach 1975–1998 miejscowość należała administracyjnie do województwa lubelskiego.
Wieś stanowi sołectwo gminiy Niemce. Według Narodowego Spisu Powszechnego z roku 2011 wieś liczyła 308 mieszkańców.
Przez Krasienin przechodzą dwie drogi wojewódzkie o numerach 828 oraz 809, ale się krzyżują w sąsiedniej wsi - Krasieninie-Kolonii.
Wierni Kościoła rzymskokatolickiego należą do parafii Narodzenia Najświętszej Maryi Panny i św. Sebastiana w Krasieninie.

## Szlaki turystyczne
- Szlak Renesansu Lubelskiego